# Rec.Out
Rec.Out – polska niezależna wytwórnia muzyczna powstała w 2012 r. w Poznaniu z inicjatywy stowarzyszenia City Inside Art.
W swoim katalogu prezentuję współczesną muzykę elektroniczną, eksperymentalną, klasyczną i jazzową. W 2013 r. w katalogu wytwórni ukazała się płyta Rec.Poznań zawierająca dokonania kompozytorów związanych z Wielkopolską. Na albumie znalazły się m.in. rekompozycje utworów "Legenda" Henryka Wieniawskiego czy "Modlitwa gdy dziatki idą spać" Wacława z Szamotuł. 

## Dyskografia
Katalog Rec.Out
- RO 000 City Inside Art Diffusion Games (2011)
- RO 001 Szymon Hollner Rataje (2012)
- RO 002 An On Bast Medusa (2012)
- RO 003 Mentalcut Everything in Heaven is a Sound of The Sun (2012)
- RO 004 Bueno Bros 11 (2013)
- RO 005 Joana Save Your Tears (2013)
- RO 006 Kuba Sojka Pure Tone (2014)
- RO 007 Patryk Cannon Oooch (2015)

Katalog Rec.Out Distribution
- ROD 001 Różni wykonawcy – Rec.Poznań (2013)
- ROD 002 Haven – Noir (2013)
- ROD 003a Persondire & Snipz – Das Rot (2012)
- ROD 004 Snipz – Oddity (2012)